# Portugal aux Jeux olympiques d'été de 1924
Le Portugal participe aux Jeux olympiques de 1924 organisés à Paris, en France. C'est la troisième participation de ce pays à la grande épreuve mondiale. Sa modeste délégation exclusivement masculine (28 athlètes) récolte une seule médaille, en bronze, en équitation. 

## Liste des médaillés portugais
| Médaille           | Athlète                                            | Sport      | Épreuve                      |
| ------------------ | -------------------------------------------------- | ---------- | ---------------------------- |
| Médaille de bronze | Archibald Black Hélder de Souza José Mouzinho (en) | Équitation | Saut d'obstacles par équipes |

## Sources
- (fr) Portugal sur le site du Comité international olympique
- (en) Portugal aux Jeux olympiques d'été de 1924 sur Olympedia.org